# 恋の片道切符 (テレビドラマ)
『恋の片道切符』（こいのかたみちきっぷ）は、1997年10月15日から同年12月17日まで日本テレビ系列「水曜ドラマ」枠で、毎週水曜 22:00 - 22:54（JST）に放送された日本のテレビドラマ。主演は江角マキコ。

## あらすじ
南崎鳴海は外国で暮らしていたが、双子の姉・晴海が結婚するという知らせを受け帰国。だが挙式当日。晴海が別の男と駆け落ちしてしまい、大騒動に。しばらく日本に滞在することになった鳴海の前には、様々な恋の相手が現れ姉の同僚・森まで巻き込み、恋の嵐が巻き起こる。

## キャスト
南崎 鳴海〈29〉
演 - 江角マキコ
双子姉妹の妹。高校卒業後、11年半に渡って海外で生活していた。明るくマイペースな性格。リオ・デ・ジャネイロで知り合った日本人の男と恋人になり、東京で雑貨屋を開くはずだったが、そのための資金200万円を男に持ち逃げされ、日本で生活することとなる。
南崎 晴海〈29〉
江角マキコ（二役）
双子姉妹の姉。妹とは正反対に、大人しくマイペースな性格。柏村達也の紹介した銀行員と結婚するはずだったが、結婚式当日、バツイチで子持ちの男性と北海道に駆け落ちする。
森 慎一〈25〉
稲垣吾郎
大手出版社の編集者。恋人がいながら、鳴海に思いを寄せる。森進一と呼ばれることを激しく嫌う。酒乱で酒癖が悪い。
柏村 達也〈40〉
演 - 内藤剛志
大学の考古学講師。鳴海・晴海姉妹の父親の教え子で、父親が亡くなった後姉妹の面倒を見ていた。
守山 環〈31〉
演 - 高島礼子
フリーライター。鳴海・晴海の幼馴染。
柏村 かな子〈20〉
演 - 辺見えみり
柏村達也の異母妹。美容専門学校の生徒。
水野 舞子
演 - 古川理科
森慎一の恋人。
山本
演 - 石井愃一
出版社の編集長。

### ゲスト
武藤
演 - 世良公則（第1回 - 第3回）
アパレルメーカー社長。鳴海をスタイリスト助手として採用する。
えり子
演 - 増子倭文江（ - 第3回）
スタイリスト事務所所長。
中谷
演 - 羽場裕一（第3回）
守山環の不倫相手。
山田恵一
演 - 有吉弘行（猿岩石）（第4回）
松田
演 - 森脇和成（猿岩石）（第4回）
鳴海が就職した会社の同僚。
宮城島亘
演 - 小堺一機（第5回・6回）
大学病院の医師。3年前に妻を亡くし、娘・瞳と二人暮らし。鳴海が瞳の家庭教師になる。
宮城島瞳〈8〉
演 - 田島穂奈美（第5回・6回）
宮城島亘の娘。
神林八重子
演 - ひがし由貴（第6回）
女医。宮城島の恋人。
高岩晋二郎〈38〉
演 - 佐戸井けん太（第9回・最終回）
柏村達也の考古学の後輩。
その他
演 - 古尾谷雅人（第9回)、藤崎奈々子（最終回）、宇梶剛士、逢坂じゅん、伊藤美紀

## スタッフ
- 脚本：清本由紀、いとう斗士八、井上祥一
- 演出：猪股隆一、大平太、長沼誠
- プロデューサー：神蔵克
- チーフプロデューサー：小杉善信
- 音楽：寺嶋民哉
- 主題歌：槇原敬之「モンタージュ」
- 制作：日本テレビ

## 放送日程
| 各話                                                       | 放送日   | サブタイトル                                     | 脚本         | 演出     | 視聴率 |
| ---------------------------------------------------------- | -------- | ------------------------------------------------ | ------------ | -------- | ------ |
| 第1話                                                      | 10月15日 | いきなり大失恋!私メゲない                        | 清本由紀     | 猪股隆一 | 16.2%  |
| 第2話                                                      | 10月22日 | ドキッこの気持とまらない                         | 清本由紀     | 猪股隆一 | 14.5%  |
| 第3話                                                      | 10月29日 | 悲しいけどサヨナラ…次は危険人物!?                | 清本由紀     | 猪股隆一 | 14.6%  |
| 第4話                                                      | 11月05日 | 大災難アイツはストーカー                         | 清本由紀     | 大平太   | 14.0%  |
| 第5話                                                      | 11月12日 | 金で買われた私…最低な男                          | いとう斗士八 | 大平太   | 14.6%  |
| 第6話                                                      | 11月19日 | 私、ママになる                                   | いとう斗士八 | 猪股隆一 | 13.9%  |
| 第7話                                                      | 11月26日 | さよなら!リオに帰る朝・愛の告白を                | 井上祥一     | 長沼誠   | 12.3%  |
| 第8話                                                      | 12月03日 | 悲しいすれ違い…行方不明                          | 井上祥一     | 長沼誠   | 13.4%  |
| 第9話                                                      | 12月10日 | 恋の終わり…故郷へ帰ります                        | いとう斗士八 | 猪股隆一 | 12.9%  |
| 最終話                                                     | 12月17日 | 別れ、再会旅立ち・波乱と感激の涙… 私幸せになる!! | 井上祥一     | 猪股隆一 | 13.9%  |
| 平均視聴率 14.1%（視聴率は関東地区・ビデオリサーチ社調べ） |          |                                                  |              |          |        |

- 初回は22:00 - 23:09（15分拡大）、最終回は22:00 - 23:24（30分拡大）の放送。